# エイミー・シューマー
エイミー・シューマー（Amy Beth Schumer、1981年6月1日 - ）は、アメリカ合衆国の女優、コメディエンヌ。

## 来歴
ニューヨーク・マンハッタンのアッパー・イースト・サイド出身。父親はウクライナ系ユダヤ人。また、上院議員のチャック・シューマーは親戚にあたる。
ぽっちゃりした体型を生かした芸風で人気を博す。テレビドラマInside Amy Schumerで主演、脚本、製作総指揮をつとめ、様々な賞を受賞し、高い評価を受けた。2015年、映画『エイミー、エイミー、エイミー! こじらせシングルライフの抜け出し方』で映画初主演、脚本もつとめ、第73回ゴールデングローブ賞でゴールデングローブ賞主演女優賞（コメディ・ミュージカル部門）にノミネートされた。
2018年2月16日（現地時間）、かねてから交際していたシェフのクリス・フィッシャーとの結婚を発表した。
2018年10月4日、ワシントンにてデモに参加。連邦議事堂に入り込んだところで警官隊に拘束されたとする報道がなされた。デモは、過去の性的暴行疑惑が取りざたされる中、合衆国最高裁判所判事に指名されたブレット・カバノーの就任に抗議するもの。

## 主な出演作品

### 映画
| 公開年 | 邦題 原題                                                                   | 役名                           | 備考                          |
| ------ | --------------------------------------------------------------------------- | ------------------------------ | ----------------------------- |
| 2012   | エンド・オブ・ザ・ワールド Seeking a Friend for the End of the World        | レイシー                       |                               |
| 2015   | エイミー、エイミー、エイミー! こじらせシングルライフの抜け出し方 Trainwreck | エイミー・タウンセンド         | 兼・脚本                      |
| 2017   | クレイジー・バカンス ツイてない女たちの南国旅行 Snatched                    | エミリー・ルイーズ・ミドルトン | 兼・製作総指揮 日本劇場未公開 |
| 2017   | アメリカン・ソルジャー Thank You for Your Service                           | アマンダ・ドスター             |                               |
| 2018   | アイ・フィール・プリティ! 人生最高のハプニング I Feel Pretty                | レネー・ベネット               | 兼・製作                      |
| 2021   | ザ・ヒューマンズ The Humans                                                 | エイミー・ブレイク             |                               |
| 2023   | Trolls Band Together                                                        | ベルベット                     | 声の出演                      |
| 2024   | アンフロステッド: ポップタルトをめぐる物語 Unfrosted                        | マージョリー・ポスト           |                               |
| 2024   | ブルー きみは大丈夫 IF                                                      | ガミー・ベア                   | 声の出演                      |

### テレビ
| 放映年    | 邦題 原題                                                                  | 役名                       | 備考                                           |
| --------- | -------------------------------------------------------------------------- | -------------------------- | ---------------------------------------------- |
| 2009      | 30 ROCK/サーティー・ロック 30 Rock                                         | スタイリスト               | シーズン3 第21話 "まんまマンマ・ミーア！"      |
| 2011      | ラリーのミッドライフ★クライシス Curb Your Enthusiasm                       | チームメイト #2            | シーズン8 第9話 "Mister Softee"                |
| 2013-2014 | GIRLS/ガールズ Girls                                                       | アンジー                   | 2エピソード                                    |
| 2013-2016 | Inside Amy Schumer                                                         | 本人、他複数の役           | 39エピソード 兼・脚本、製作総指揮              |
| 2015      | ボージャック・ホースマン BoJack Horseman                                   | アーヴィング・ジャニングス | シーズン2 第5話 "Chickens" 声の出演            |
| 2015-2016 | TripTank                                                                   | サラ/デボラ                | 2エピソード                                    |
| 2016      | ザ・シンプソンズ The Simpsons                                              | ミセス・バーンズ           | シーズン28 第1話 "Monty Burns' Fleeing Circus" |
| 2016      | ファミリー・ガイ Family Guy                                                | Crew Leader                | シーズン15 第1話 "The Boys in the Band"        |
| 2017      | エイミー・シューマーのレザー製ですが何か？ Amy Scumer: The Leather Special | スタンドアップコメディ     | Netflixオリジナル                              |
| 2019      | エイミー・シューマーの成長してますが何か？ Amy Scumer: Growing             | スタンドアップコメディ     | Netflixオリジナル                              |
| 2022-     | ライフ・アンド・ベス Life & Beth                                           | ベス                       | 20エピソード 兼監督・企画・製作総指揮・脚本    |